# Voetbalkampioenschap van Harz 1909/10
In 1909/10 werd het tweede voetbalkampioenschap van Harz gespeeld, dat georganiseerd werd door de Midden-Duitse voetbalbond. 
Er zijn geen uitslagen meer bekend, enkel dat Hohenzollern Quedlinburg kampioen werd en dat er op zijn minst nog drie teams deelgenomen hebben aan de competitie. Het is niet duidelijk waarom de kampioen niet afgevaardigd werd naar de Midden-Duitse eindronde. 
FC Preußen 09 Halberstadt ontstond door een fusie tussen SC 05 Halberstadt en Kaufmännischer TV Halberstadt. 

## 1. Klasse
| Plaats | Club                        | Wed. | W | G | V | Saldo | Ptn. |
| ------ | --------------------------- | ---- | - | - | - | ----- | ---- |
| 1.     | FK Hohenzollern Quedlinburg |      |   |   |   |       |      |
|        | FC Preußen 1909 Halberstadt |      |   |   |   |       |      |
|        | FK Britannia Quedlinburg    |      |   |   |   |       |      |
|        | FC Germania Halberstadt     |      |   |   |   |       |      |

|  | Kampioen |